# HIPO
Hierarchical input process output (HIPO) — технология проектирования и документирования.
Фирма IBM создала методологию диаграмм IPO (вход-обработка-выход) в 1970-х.
Диаграммы IPO (или спецификации интерфейсов) являются основными в технологии.
Согласно технологии HIPO — используется некоторый формализованный и регламентированный подход к проектированию (документированию).
В IPO диаграммах выделены 3 колонки:
1. в левой записывается входная информация (та, что подается на вход процесса);
2. в средней описан процесс (алгоритм);
3. в правой — выходная информация (процесса).

Язык заполнения IPO диаграмм не оговаривается и может быть любым. Согласно HIPO технологии, процесс проектирования системы заканчивается только после окончания заполнения всех IPO диаграмм и увязки их друг с другом.
Все IPO диаграммы имеют строго формализованную систему ссылок, которые задаются наглядно на HIPO диаграммах.